# Hwado-myeon
Hwado-myeon (koreanska: 화도면) är en socken i landskommunen Ganghwa-gun i provinsen Incheon,  50 km nordväst om huvudstaden Seoul. Hwado-myeon ligger på den södra delen av ön Ganghwado.